# Aeronautica e Difesa Anti-Aerea di Bosnia ed Erzegovina
La Aeronautica e Difesa Anti-Aerea di Bosnia ed Erzegovina (in bosniaco Brigada zračnih snaga i protivzračne odbrane; in croato Brigada zračnih snaga i protuzračne obrane; in serbo Бригада ваздушних снага и противваздушне одбране?) è l'attuale aeronautica militare della Bosnia ed Erzegovina e parte integrante delle Forze armate della Bosnia ed Erzegovina.

## Storia
L'Aeronautica e Difesa Anti-Aerea di Bosnia ed Erzegovina si è formata quando gli elementi dell'Esercito della Federazione della Bosnia-Erzegovina e dell'Aeronautica della Republika Srpska sono state fuse nel 2006.

## Basi aeree
- Base aerea di Sarajevo
- Base aerea di Banja Luka
- Base aerea di Tuzla

## Aeromobili in uso
Sezione aggiornata annualmente in base al World Air Force di Flightglobal del corrente anno. Tale dossier non contempla UAV, aerei da trasporto VIP ed eventuali incidenti accorsi durante l'anno della sua pubblicazione. Modifiche giornaliere o mensili che potrebbero portare a discordanze nel tipo di modelli in servizio e nel loro numero rispetto a WAF, vengono apportate in base a siti specializzati, periodici mensili e bimestrali. Tali modifiche vengono apportate onde rendere quanto più aggiornata la tabella.
| Aeromobile             | Origine            | Tipo                       | Versione (denominazione locale)             | In servizio (2024) | Note | Immagine |
| Aerei da trasporto     |                    |                            |                                             |                    | |          |
| Cessna Citation II     | Stati Uniti        | aereo da trasporto VIP     | Cessna 525 CJ1+                             | 1                  | 1 consegnato ed operativo a febbraio 2017. |          |
| Piper PA-18 Super Cub  | Stati Uniti        | aereo da trasporto leggero | PA-18                                       | ?                  | Un unico esemplare in organico, ma, al febbraio 2017 non risulta operativo. |          |
| Aerei da addestramento |                    |                            |                                             |                    | |          |
| Lola Utva 75           | Jugoslavia         | aerei da addestramento     | UTVA-75                                     | 2                  | 12 consegnati, 2 esemplari in servizio a febbraio 2017. |          |
| Zlín Z-526             | Rep. Ceca          | aerei da addestramento     | Zlín Z-526                                  | ?                  | Non è certo il quantitativo, né l'operatività. |          |
| Elicotteri             |                    |                            |                                             |                    | |          |
| Bell UH-1 Huey         | Stati Uniti        | elicotteri utility         | UH-1HUH-1V                                  | 56                 | 18 UH-1H e 2 UH-1V ricevuti. Molti dei quali non operativi a causa di scarsa logistica e manutenzione. Ulteriori 4 Huey II sono stati ordinati il 13 dicembre 2019 e consegnati il 4 dicembre 2021. |          |
| Soko HO-42 Gazelle     | Francia Jugoslavia | elicotteri utility         | SA HO-42 GazelleHO-45 GazelleHN-45M Gama II | 1 33               | |          |
| Mil Mi-34 Hermit       | Russia             | elicotteri utility         | Mi-34                                       | 1                  | 1 consegnato ed operativo a febbraio 2017. |          |
| Mil Mi-8 Hip           | Unione Sovietica   | elicottero da trasporto    | Mi-8T Hip-CMi-8TV1 Hip-HMi-17 Hip-H         | 231                | |          |